# Comostola callista
Comostola callista là một loài bướm đêm trong họ Geometridae.